# Glidkruid
Glidkruid (Scutellaria) is een geslacht van eenjarige en overblijvende planten uit de lipbloemenfamilie (Lamiaceae). Tot het geslacht worden zo'n tweehonderd soorten gerekend, die een typische kelkvorm gemeen hebben. De bloemen hebben duidelijk herkenbare boven- en onderlippen. De naam van het geslacht is een verwijzing naar de bloemkelken: de Latijnse verkleinvorm "scutella" betekent namelijk zoveel als klein schild of schoteltje. De verschillende soorten kunnen hoogtes tussen 5 en 100 cm bereiken en alle hebben tegenovergestelde bladeren. 
Een aantal soorten, waaronder klein glidkruid (Scutellaria minor) en blauw glidkruid (Scutella galericulata) komt van nature in West-Europa voor. Verschillende soorten spelen een rol in traditionele geneeswijzen. Zo worden in de traditionele Chinese geneeskunde versterkende effecten voor het immuunsysteem toegeschreven aan het glidkruid en werd het in Europa en Amerika onder meer gebruikt voor wondverzorging en als kalmerend middel. Het zou allergische reacties zoals hooikoorts verminderen, maar voor de geneeskundige effecten van glidkruid bestaat geen wetenschappelijk bewijs. Wel zijn er meldingen van ernstig leverfalen na het gebruik van glidkruid (https://livertox.nih.gov).
In de zomermaanden bloeien veel soorten met aren zachtblauwe tot grijsblauwe bloemen. Enkele soorten (in het bijzonder Scutellaria incana) worden daarom in Nederland en België als borderplant gekweekt. Het verwijderen van uitgebloeide bloemen kan in dat geval een tweede bloei stimuleren.

## Enkele soorten
| - Scutellaria albida - Scutellaria alborosea Lem. - Scutellaria alpina L. - Scutellaria altissima L. - Scutellaria antirrhinoides Benth. - Scutellaria atriplicifolia - Scutellaria aurata - Scutellaria baicalensis Georgi - Scutellaria barbata D.Don - Scutellaria bolanderi A.Gray - Scutellaria californica A.Gray - Scutellaria columnae All. – Trosglidkruid - Scutellaria costaricana H.Wendl. - Scutellaria elliptica Muhl. - Scutellaria floridana Chapm. - Scutellaria formosana - Scutellaria galericulata L. – Blauw Glidkruid - Scutellaria hastifolia - Scutellaria hirta - Scutellaria incana Biehler | - Scutellaria incarnata Vent. - Scutellaria indica L. - Scutellaria integrifolia L. - Scutellaria lateriflora L. - Scutellaria longifolia Benth. - Scutellaria longituba - Scutellaria minor Huds. – Klein glidkruid - Scutellaria montana Chapm. - Scutellaria nana A.Gray - Scutellaria orientalis - Scutellaria ovata Hill - Scutellaria parvula Michx. - Scutellaria purpurascens - Scutellaria resinosa Torr. - Scutellaria rubicunda - Scutellaria siphocampyloides - Scutellaria splendens - Scutellaria tuberosa Benth. - Scutellaria ventenatii - Scutellaria violacea |

... · 
S. baicalensis · 
S. columnae (Trosglidkruid)
S. galericulata (Blauw glidkruid) · 
S. lateriflora · 
S. minor (Klein glidkruid) · 
...
... · 
Ajuga (Zenegroen) · 
Anisomeles · 
Ballota (Ballote) · 
Basilicum · 
Cleonia · 
Clinopodium (Steentijm) · 
Dasymalla · 
Galeopsis (Hennepnetel) · 
Glechoma · 
Haplostachys · 
Hemiandra · 
Hyssopus · 
Lagochilus · 
Lamiastrum · 
Lamium (Dovenetel) · 
Lavandula (Lavendel) · 
Leonurus · 
Lycopus · 
Marrubium · 
Melissa (Melisse) · 
Mentha (Munt) · 
Nepeta (Kattenkruid) · 
Ocimum (Basilicum) · 
Origanum (Marjolein) · 
Perovskia · 
Phlomis · 
Prunella (Brunel) · 
Renschia · 
Rosmarinus · 
Salvia (Salie) · 
Satureja (Bonenkruid) · 
Scutellaria (Glidkruid) · 
Stachys (Andoorn) · 
Teucrium (Gamander) · 
Thymus (Tijm) · 
Vitex · 
Westringia · 
...